# Castillo de San Servando
El castillo de San Servando se encuentra en la ciudad de Toledo, España, junto a la ribera del río Tajo y la Academia de Infantería. 

## Historia y descripción

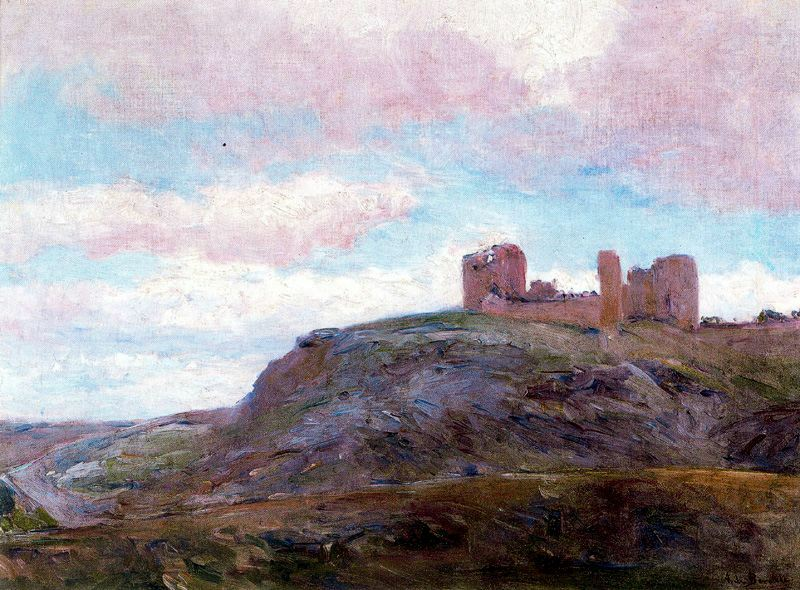
Castillo de San Servando por Aureliano de Beruete

Se inició su construcción como monasterio en 1024, en tiempos de Alfonso VI. En 1088 se convirtió en alcázar debido a la amenaza del reino cristiano y a las posibles entradas de los musulmanes por el puente de Alcántara.
En 1147 Muñoz de Cervatos conquistó el castillo de las manos de los moros. Con la total expulsión de los musulmanes de la península ibérica, la fortaleza fue perdiendo paulatinamente su función de defensa quedando relegada al olvido.
Tras diversos avatares, y bajo peligro de demolición, en 1874 fue declarado «Monumento artístico nacional». En el siglo XXI, el castillo está completamente restaurado y, tras servir sucesivamente como colegio menor, sede de las Cortes de Castilla-La Mancha y residencia universitaria, ahora lo hace como albergue y lugar de celebración de cursos y conferencias. 
Desde el castillo se puede divisar una vista panorámica de la ciudad de Toledo y del Tajo, el río que la bordea, en lo que era la ciudadela medieval.